# Kasna antika
Kasna antika je starovjekovno podrazdoblje periodizacije ljudske povijesti. Prostorno i kulturološki se odnosi na kulture Stare Grčke i Rima i kulture pod njihovim utjecajem.Vremenski se odnosi na zadnje faze antike, razdoblje od 284. do 602. odnosno do 641. godine. Izraz "kasna antika" (nje. Spätantike) su znatno popularizirali njemački povjesničari, posebice Alois Riegl prvih desetljeća 20. stoljeća.
Krajem 3. stoljeća (284.) rimski je car Dioklecijan uspio stabilizirati Rimsko Carstvo uvođenjem tetrarhije. To je novi režim dominata. To vrijeme početka kasnog starog vijeka obilježili su prijelomni događaji. Kršćanstvo je u vrijeme Konstantina I. priznato i postalo povlaštenim, a prije toga bilo je ponekad i krvavo progonjenim. Time se kultura znatno odmakla od antičke kulture, a posebno od antičke filozofije i religijskog pluralizma.
Julijanovom smrću propao je zadnji pokušaj oživljavanja poganskih kultova povezivanjem s novoplatonizmom 363.; svi sljedeći carevi bili su kršćani. 
Valentinijan I. uspijeva stabilizirati zapadni dio carstva, ali u okviru seobe naroda 378. dolazi do bitke kod Hadrijanopola, i time do nove krize. Car Teodozije I. Veliki sredio je stanje na istoku carstva i istovremeno je bio zadnji car koji je vladao cijelim Rimskim Carstvom. On je proglasio kršćanstvo državnom religijom. No dokazano je da se bar do 6. stoljeća na području carstva nalaze pogani.
Nakon podjele carstva 395. između sinova cara Teodozija samo se Istočno Rimsko Carstvo, kojim se upravljalo iz Konstantinopola, pokazalo trajno sposobnim za život (latinski je do 7. stoljeća ostao službeni jezik).  Zapadno Rimsko Carstvo sve je slabije odolijevalo hunskim i germanskim navalama. Rimska se vojska postupno raspadala, dok su Germani zaposjeli mnoge zapadne provincije i pri tome preuzeli mjesta rimskih upravljača. Po svemu sudeći, promjene do kojih je dolazilo zbog posljedica seobe naroda nisu bile ni približno tako jednostavne kao što se dugo vjerovalo, i sad su ponovo predmetom znanstvenih rasprava. Godine 410. Rim su opljačkali Zapadni Goti, a 455. Vandali. 
Tradicionalna povijest, koja tom događaju nije pridavala veliku pažnju, često ga je smatrala "krajem starog vijeka"; danas se odustalo od tog stajališta. Zbog više razloga se danas i 6. stoljeće ubraja u stari vijek. Istočnorimski car Justinijan I. Veliki (527. – 565.) pokušao je ponovo - u početku s dobrim rezultatima - obnoviti cijelo carstvo, što na kraju ipak nije uspjelo; pored ostalog, perzijski Sasanidi su vršili veliki pritisak na istočne granice. U Istočnom Rimskom Carstvu antička kultura i duhovni svijet živjeli su i dalje do u srednji vijek, ali tu su značajni rez donijela arapska osvajanja i odvojila kasnoantičko ranobizantsko carstvo od srednjovjekovnog Bizanta. Ovisno o razmišljanju različitih povjesničara, kasna antika završava padom Rimskog Carstva 476., 529. godine, kad je Justinijan zatvorio posljednje nekršćanske škole, 602. godine kad je bizantski car Foka nasilno došao na vlast ili 641. godine nakon što je umro car Heraklije i Egipat za stalno pao u arapske ruke.
U razdoblju što je uslijedilo broj je stanovnika u zapadnoj Europi općenito opao, također i tehnološka znanja i životni standard. To je piscima iz renesanse postalo arhetipom društvenog kolapsa i takvo se razmišljanje zadržalo sve do danas. Ishod ovog pada je bila malobrojnost povijesnih izvora posebice u Zapadnoj Europi pa je razdoblje između pada Zapadnog Rimskog Carstva i srednjeg vijeka postalo poznato kao mračni srednji vijek. Pojam se poslije odbacio u periodizacijama koje se napravilo poslije, pa se uveo pojam kasne antike.